# لولبية أحمد أبادية
لولبية أحمد أبادية (الاسم العلمي:Spirogyra ahmedabadensis) هي نوع من طحالب خضراء تتبع جنس اللولبية من الفصيلة الزيغنيمية.